# Don Head
Donald Charles Head, detto Don (Mount Dennis, 30 giugno 1933), è un ex hockeista su ghiaccio canadese.

## Palmarès

### Olimpiadi invernali
- 1 medaglia:
  - 1 argento (Squaw Valley 1960)